# Епархия Асиса
Епархия Асиса (лат. Dioecesis Assisensis) — епархия Римско-Католической церкви с центром в городе Асис, Бразилия. Епархия Асиса входит в митрополию Ботукату. Кафедральным собором епархии Асиса является церковь Святейшего Сердца Иисуса.  

## История
30 ноября 1928 года Римский папа Пий XI издал буллу "Universalis Sollicitudo", которой учредил епархию Асиса, выделив её из епархии Ботукату. Первоначально епархия Асиса входила в митрополию Сан-Паулу. 
19 апреля 1958 года епархия асиса вступила в митрополию Ботукату. 
16 апреля 1960 года и 30 декабря 1998 года епархия Асиса передала часть своей территории епархиям Президенти-Пруденти и Ориньюса. 

## Ординарии епархии
- епископ Antônio José dos Santos CM (1929–1956);
- епископ José Lázaro Neves CM (1956–1977);
- епископ Antônio de Souza CSS (1977–2004);
- епископ Maurício Grotto de Camargo (2004–2008);
- епископ José Benedito Simão (2009 — по настоящее время).

## Источник
- Annuario Pontificio, Libreria Editrice Vaticana, Città del Vaticano, 2003, ISBN 88-209-7422-3
- Булла Sollicitudo universalis, AAS 22 (1930), p. 155  (лат.)